# 中国通讯社列表
通讯社是专门向报纸、杂志、广播、电视、网络等新闻媒体提供新闻稿件和图片的机构，中国通讯社的历史可以追溯到1904年初创立于广州市的中兴通讯社，此后经过百年的历史中国陆续出现了上百家通讯社。目前新华社是世界上最大的汉语通讯社，也是中国最大的官方通讯社。
- 中兴通讯社（广州）
- 远东通讯社（比利时）
- 公民通信社（广州）
- 上海通信社（上海）
- 湖北通信社（武汉）
- 湖南通信社（长沙）
- 北京通信社（北京）
- 东京通讯社（日本）
- 新闻编译社（北京）
- 平民通讯社（北京）
- 国闻通讯社（上海）
- 劳动通讯社（上海）
- 申时电讯社（上海）
- 中央通讯社（广州）
- 中俄通讯社（上海）
- 劳动通讯社（北京）
- 人民通讯社（武汉）
- 国民通讯社（上海）
- 红色中华通讯社（瑞金）
- 中国工农通讯社（上海）
- 新华通讯社（延安）
- 国际新闻社（上海）
- 全民通讯社（太原）
- 民族革命通讯社（山西吉县）
- 香港中国通讯社（香港）
- 中国新闻社（北京）
- 华语国际通讯社(美国)
- 中国评论通讯社（香港）
- 傳真社（香港）